# 現代驕傲號
現代驕傲號（英語：Hyundai Pride）為一艘由南韓造船商大宇造船為海運公司現代商船建造的貨櫃船，全長365米，寬48米，吃水15米，最大載櫃量為13154 TEU，動力引擎為德國曼恩動力裝置公司所設計的MAN-B&W 10S90ME-C9.2二行程10缸柴油發動機，此船於2014年3月3日動工，2014年4月20日完工，2014年7月28日交付並投入服務。

#### 同級船隻
- Hyundai Dream
- Hyundai Hope
- Hyundai Drive
- Hyundai Victory